# Kaibauk

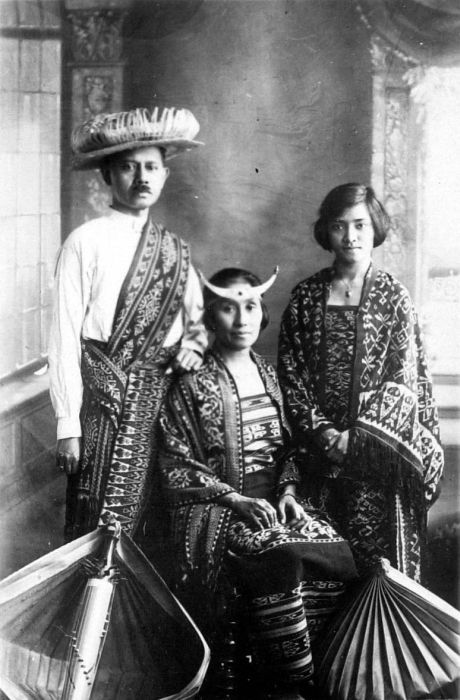
West-Timorezen tijdens de koloniale periode met een bamboe citer sasando. De zittende vrouw draagt een kaibauk

De kaibauk is een soort hoofdtooi die door de Timorese liurai wordt gedragen. Hij is traditioneel gemaakt van zilver en heeft de vorm van de horens van een waterbuffel. 

## Symboliek
De buffelhoorns zijn een veel gebruikt symbool in de culturen van Oost-Timor, zowel op de kaibauk als op de daken van traditionele heilige huizen (uma lulik in het Tetun). Zij vertegenwoordigen kracht, veiligheid en bescherming.
De tegenhanger van de kaibauk is de belak, een ronde bronzen schijf die op de borst wordt gedragen. Het stelt de maan voor en symboliseert vrede, voorspoed en vruchtbaarheid. Kaibauk en belak zijn bedoeld om elkaar aan te vullen, hun combinatie brengt harmonie en evenwicht.
Hoewel de kaibauk vaak wordt geassocieerd met mannelijke kracht, en de belak vaak met vrouwelijke kracht, kunnen ze door mensen van beide geslachten worden gedragen.

## Gebruikt
De Kaibauk wordt gebruikt op de voorzijde van alle centavomunten van Oost-Timor.
Het wordt vaak afgebeeld in de Timorese heraldiek, en is te vinden op de vlaggen van verschillende politieke partijen, zoals KOTA, PDRT, PPT, UDT en UNDERTIM.

## Galerij

Foto's
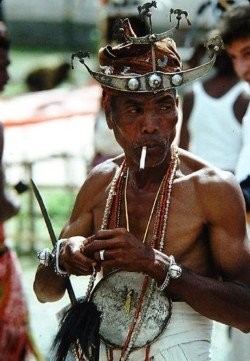
Ermera, 1991
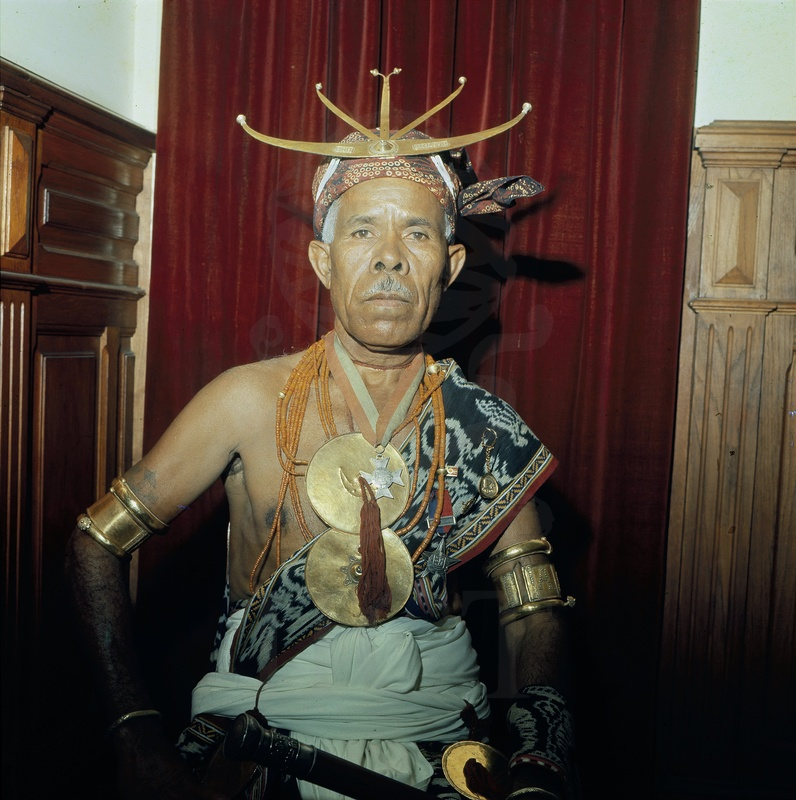
Bobonaro, 2005
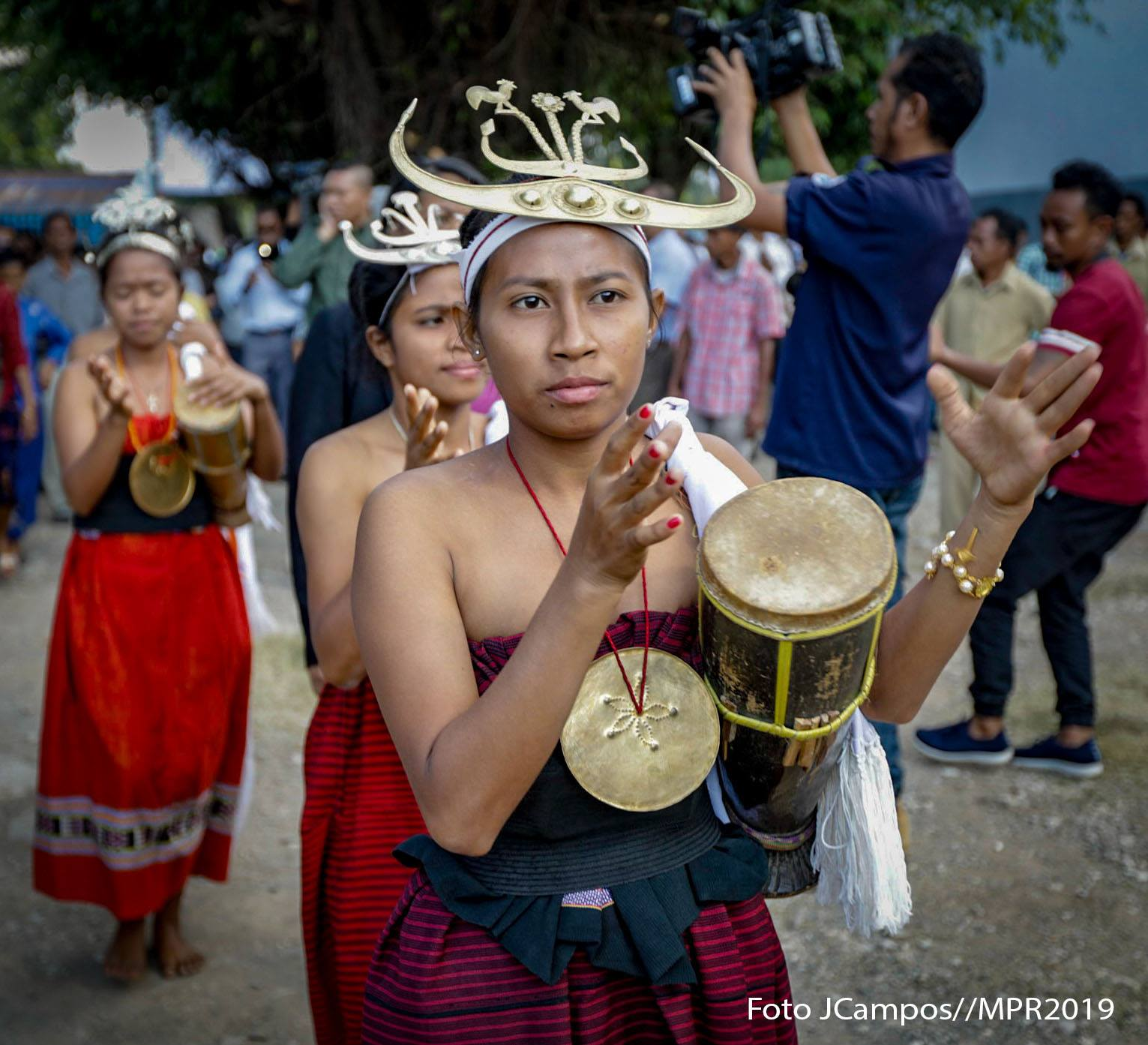
Suai, 2019
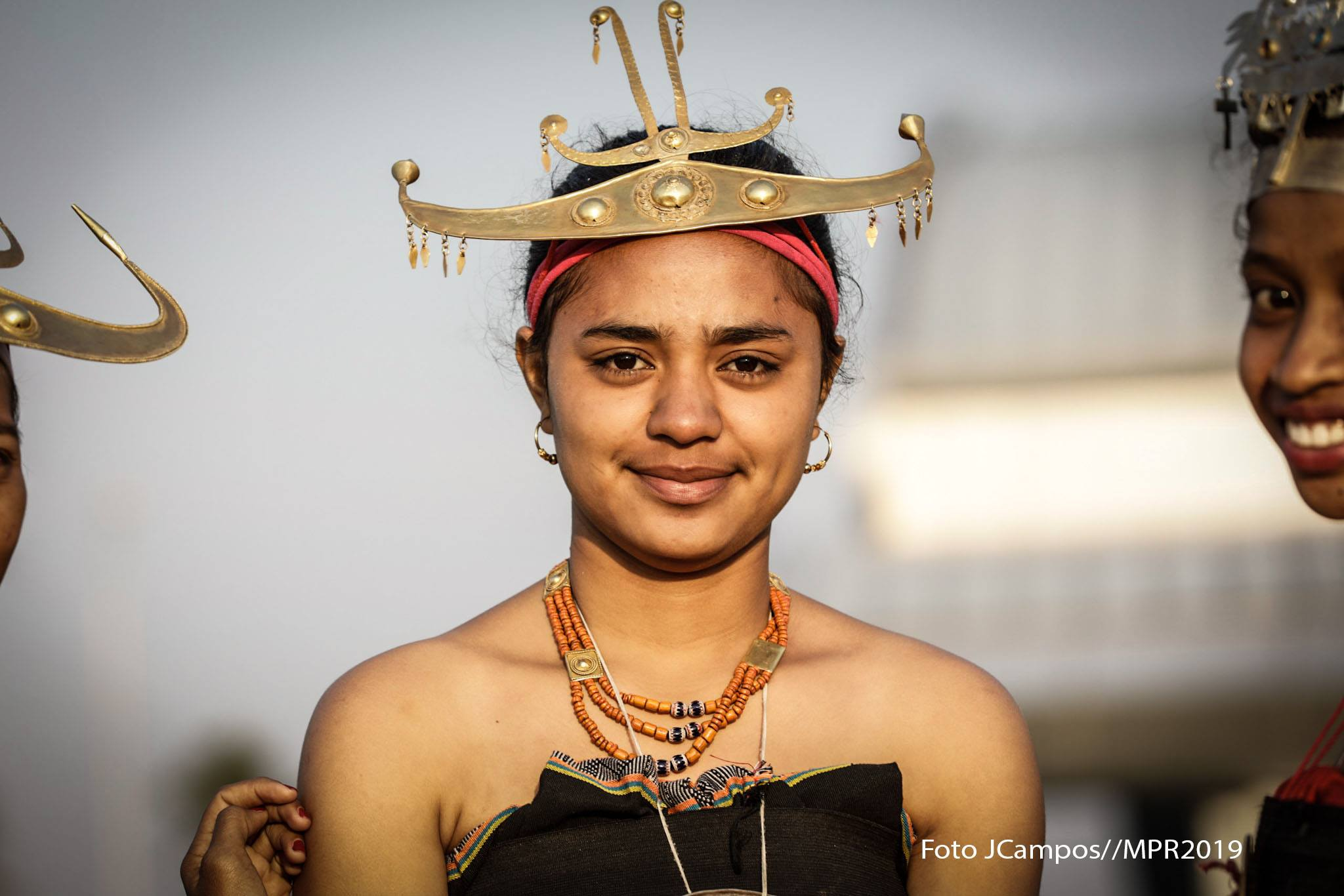
Suai, 2019

In de kunst
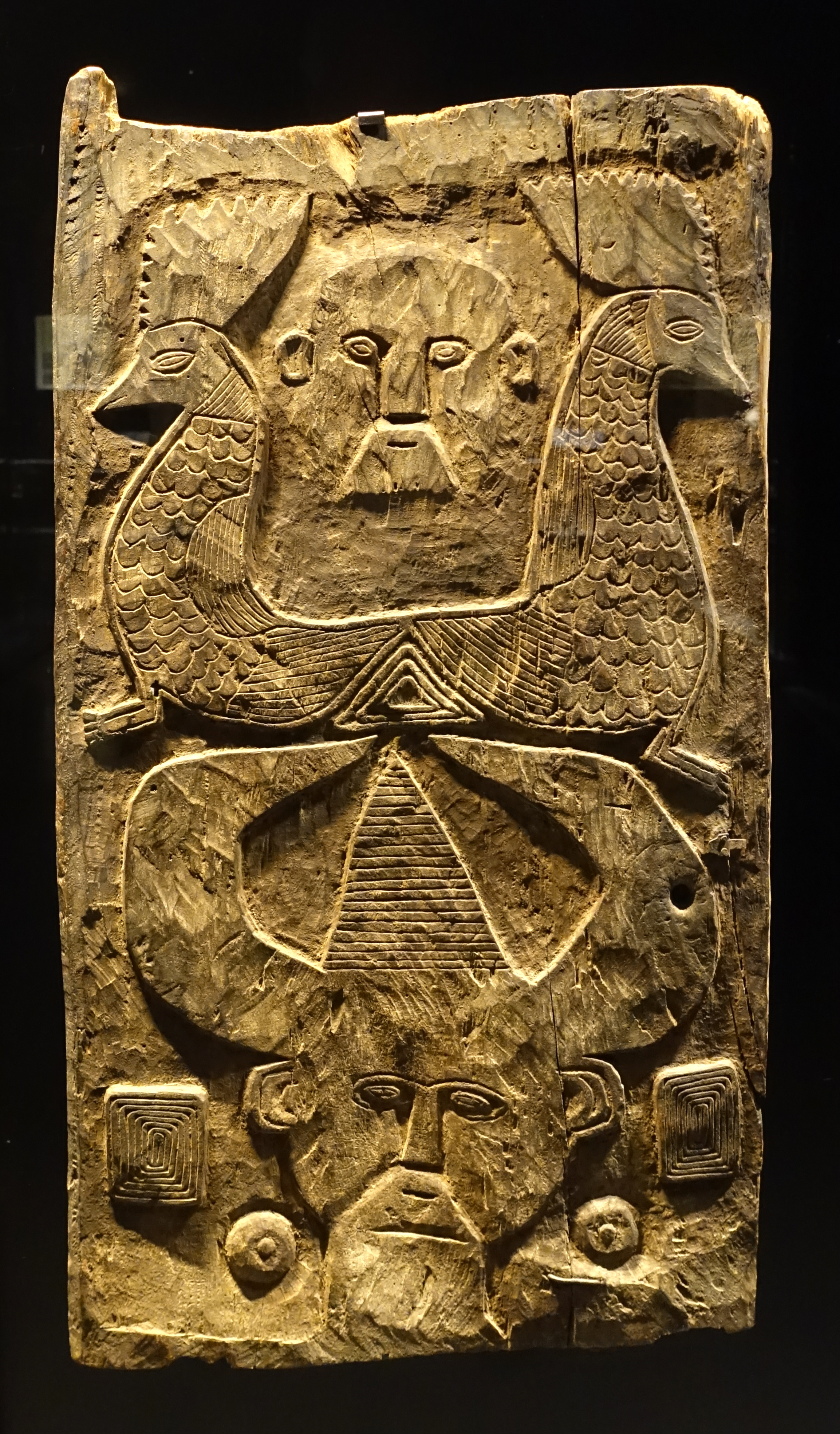
Deur met gebeeldhouwde kaibauk (rond 1920)
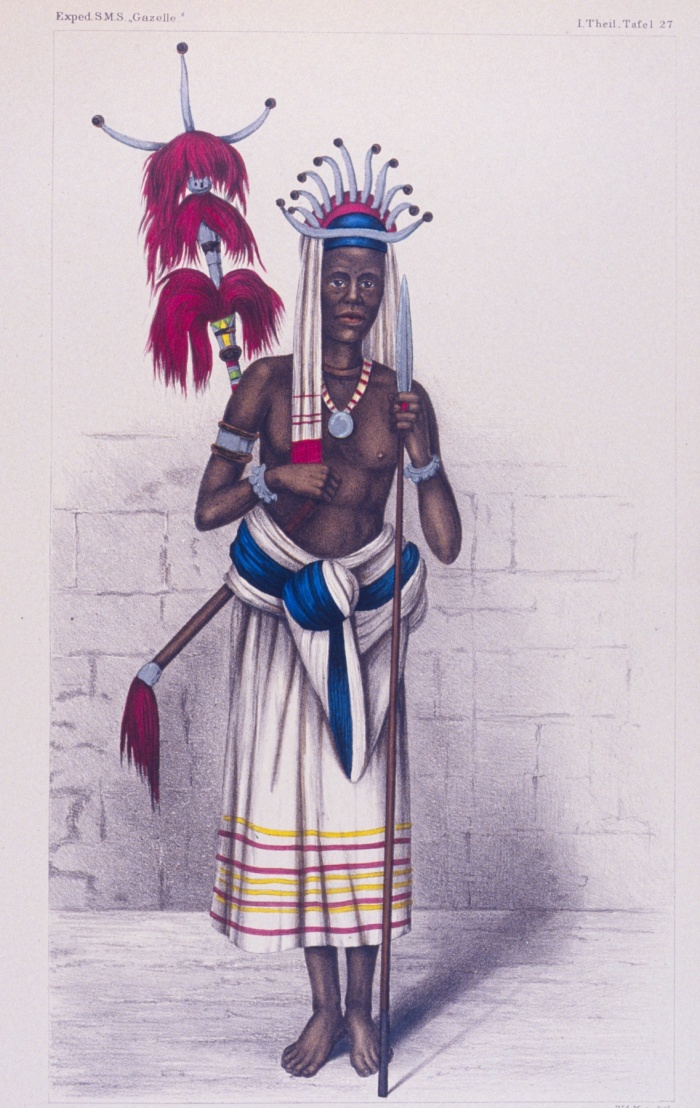
West-Timorese krijger in 1875 op een oude gravure van de expeditie van de SMS Gazelle
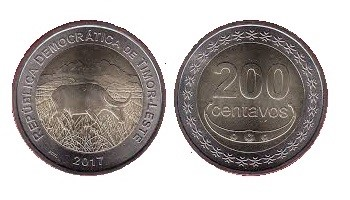
200 centavos
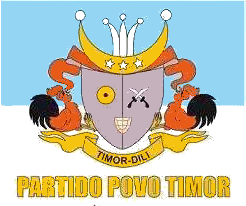
PPT